# Brug 822
Brug 822 is een bouwkundig kunstwerk in Amsterdam-Zuid.
Deze betonnen voetbrug is gelegen in geeft vanuit de Van Leijenberghlaan toegang tot het voetpad Enzerinck dat het Gijsbrecht van Aemstelpark van oost naar west doorsnijdt. De brug is rond 1961 ontworpen door architect Dirk Sterenberg, op dat moment werkend bij en voor de bruggendienst van de Dienst der Publieke Werken. Hij kreeg de eer ontwerpen te maken voor alle toe- en uitgangen van genoemd park en kon hiermee een forse bijdrage leveren in zijn eindtotaal van 173 bruggen (gegevens 2008) voor Amsterdam.
Alle bruggen in het park kregen alle hetzelfde stramien mee. Een V-vormige overspanning met daarop groen geschilderde leuningen met een witte balustrade. Sterenberg ontwierp ook de Bloementuin; het terrein met onder andere een pergola dat aansluit op de brug.

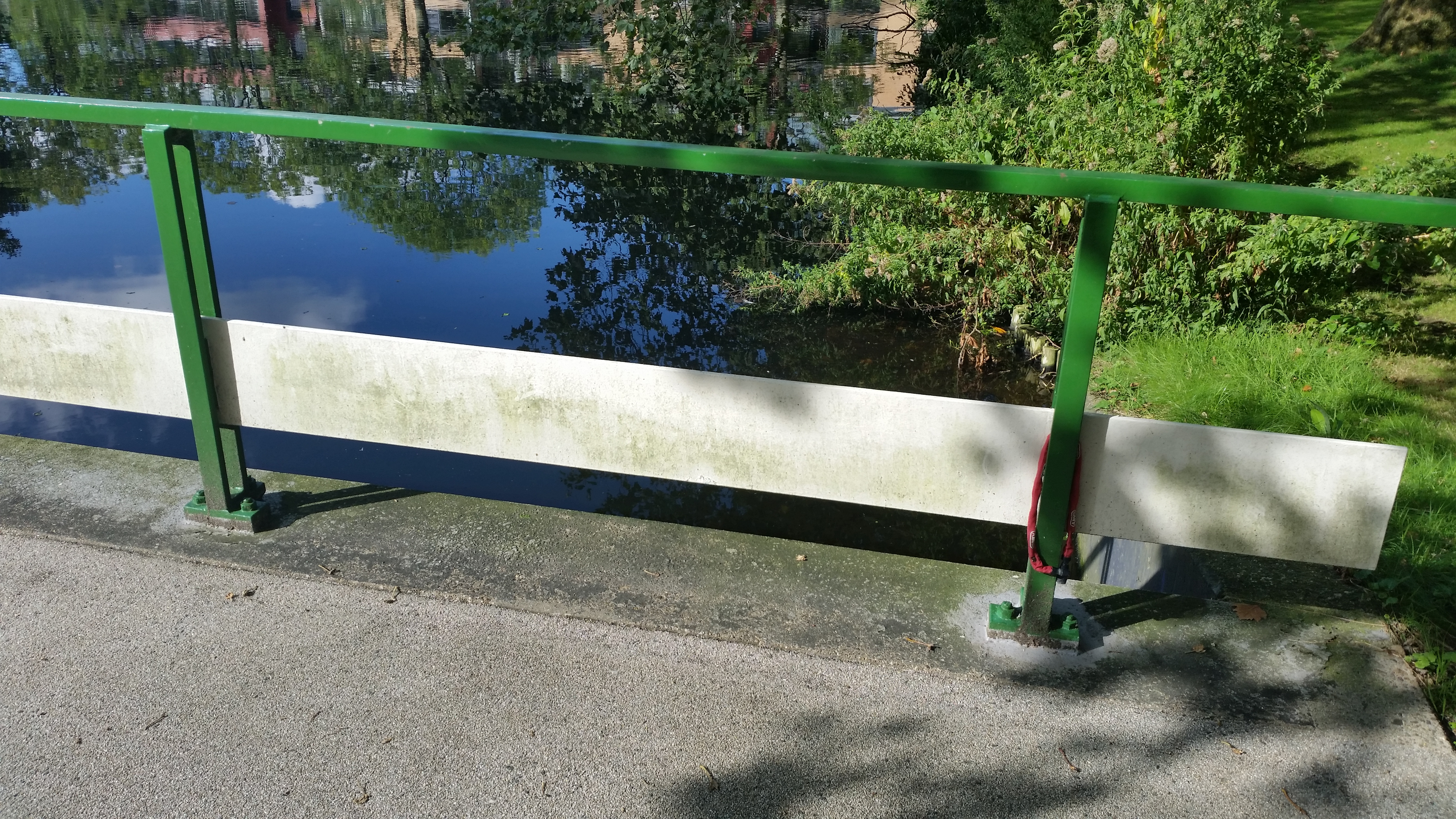
Leuning van brug 822 (september 2019)

<<< · 801 · 802 · 803 · 804 · 805 · 808 · 811 · 812 · 813 · 814 · 815 · 816 · 817 · 818 · 819 · 820 · 821 · 822 · 823 · 824 · 825 · 826 · 827 · 828 · 829 · 830 · 831 · 832 · 833 · 834 · 835 · 836 · 837 · 838 · 839 · 840 · 841 · 842 · 844 · 845 · 846 · 848 · 849 · 850 ·  854 · 856 · 857 · 858 · 859 · 860 · 863 · 864 · 865 · 866 · 867 · 868 · 869 · 870 · 871 · 872 · 873 · 875 · 876 · 877 · 889 · 890 · 891 · 892 · 893 · 895 · 896 · 897 · 898 · 899 · >>>
Brugnummers 800, 806, 807, 809, 810, 843 (gesloopt, Uilenstede, Amstelveen), 847 (Uilenstede, Amstelveen) , 851 (gesloopt, Dirk Sterenberg), 852 (gesloopt, Dirk Sterenberg), 853 (gesloopt, Dirk Sterenberg), 855, 861, 862, 874, 878, 879, 880, 881, 882, 883, 884, 885, 886, 887, 888, 894 zijn niet (meer) vergeven.